# Suillia pallida
Suillia pallida är en tvåvingeart som först beskrevs av Fallen 1820.  Suillia pallida ingår i släktet Suillia och familjen myllflugor. Arten är reproducerande i Sverige. Inga underarter finns listade i Catalogue of Life.